# Konopki (gmina Grajewo)
Konopki – wieś w Polsce położona w województwie podlaskim, w powiecie grajewskim, w gminie Grajewo.
W okresie międzywojennym stacjonowała tu placówka Straży Celnej „Konopki”.
24 czerwca 1941 i w 1944 wieś była pacyfikowana przez Niemców. W wyniku tych akcji zamordowano 5 mieszkańców wsi.
Prywatna wieś szlachecka  położona była w drugiej połowie XVI wieku w powiecie wąsoskim ziemi wiskiej województwa mazowieckiego. W latach 1975–1998 miejscowość należała administracyjnie do województwa łomżyńskiego.
Wierni kościoła rzymskokatolickiego należą do parafii św. Jana Pawła II Papieża w Grajewie.